# Суд Париса (картина Флориса)
«Суд Париса» — картина нидерландского художника Франса Флориса из собрания Государственного Эрмитажа.
Картина иллюстрирует популярный сюжет древнегреческой мифологии о своеобразном конкурсе красоты, на котором троянский царевич Парис выбирает прекраснейшую из трёх богинь — Афродиту, Геру или Афину. Показан момент вручения яблока раздора Афродите. Кроме самого Париса и трёх соперничающих богинь, художник изобразил Меркурия, Амура и богиню победы Нику, увенчивающую победительницу соперничества Афродиту лавровым венком. При этом Амур касается груди Париса стрелой.
Картина написана около 1559—1561 годов масляными красками на деревянном щите, собранном из пяти горизонтально-ориентированных дубовых досок, паркетированных сосной. Нидерландский историк искусства Карл ван де Велде в своём исследовании творчества Флориса отмечает, что в работе над картиной вместе с Флорисом, возможно, принимал участие другой художник, но не называет его имя. Установлено, что в XVI веке она находилась поочерёдно в амстердамских собраниях Николаса Ионгелинка и Вольцскена Дирикса и далее её следы затерялись. Впервые картина была опубликована в 1908 году Д. А. Шмидтом в журнале «Старые годы», она тогда принадлежала П. П. Вейнеру. В 1925 году Вейнер был осуждён по «Делу лицеистов», картина была конфискована и поступила в Эрмитаж. Выставляется в здании Малого Эрмитажа в зале 262.

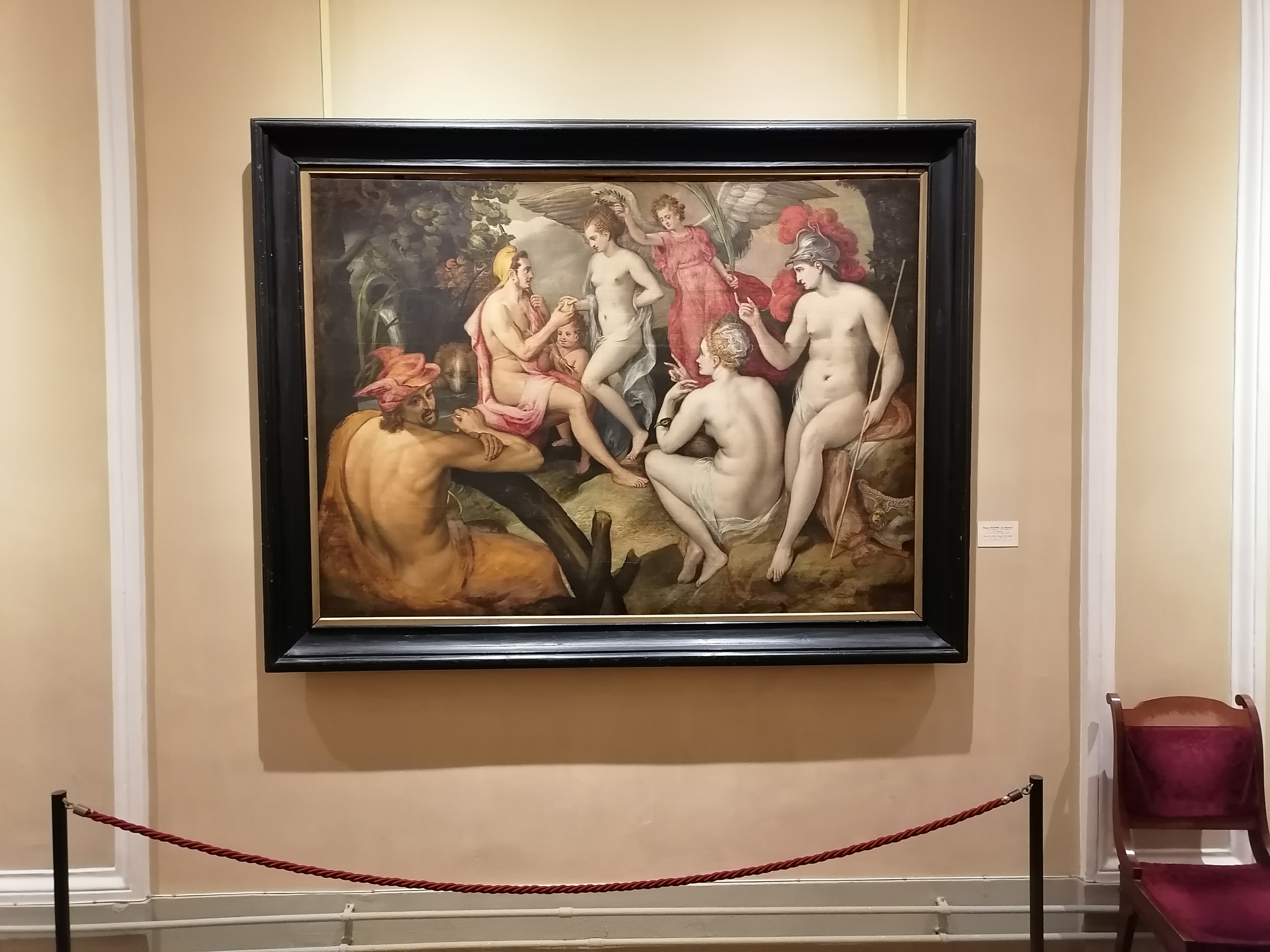
Картина в зале 262 Малого Эрмитажа

Советский искусствовед Н. Н. Никулин, анализируя творчество Флориса, отмечал, что он, проведя несколько лет в Италии, находился под сильным влиянием Микеланджело и Тинторетто. Флорис, основываясь на достижениях итальянских мастеров, по возвращении на родину попытался выработать свой оригинальный монументальный стиль, но поставленная задача оказалась ему не по силам. Он писал крупноформатные картины, заполняя их мощными мифологическими и библейскими персонажами; Никулин отмечает: «Религиозные и аллегорические темы трактованы им в духе итальянского маньеризма. Они условны, эклектичны, далеки от действительности». И в этих своих попытках, пусть и не всегда удачных, Флорис явился своеобразным предшественником Рубенса. Отдельно останавливаясь на «Суде Париса», Никулин пишет:

Картина <…> написана виртуозно, но вялая по цвету, сухая по рисунку. Идеализированные и манерные обнажённые фигуры античных богов выдвинуты на передний план. Их удлиненные пропорции, сложные повороты и изгибы весьма условны. Резко противопоставлены коричневые мужские и светлые, почти белые женские тела.

Известна старинная копия с картины (дерево, масло, 134 × 161 см), 21 марта 1973 года она выставлялась на торги аукционного дома Sotheby's.